# Neomoorea
Neomoorea là một chi phong lan bản địa Panama và bắc Colombia.

## Hình ảnh

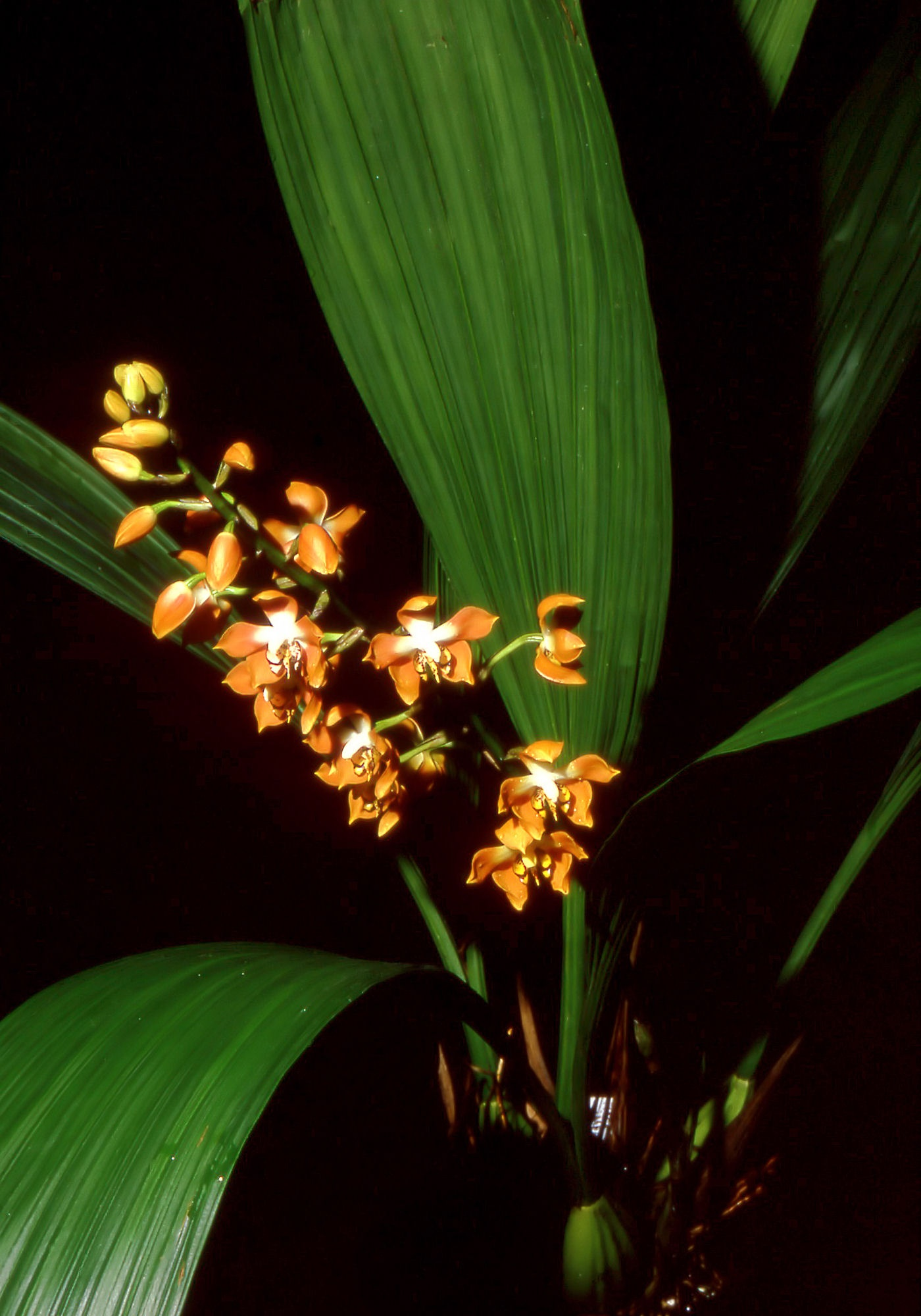